# CV Guaguas
Club Voleibol Guaguas – hiszpański męski klub siatkarski z siedzibą w Las Palmas de Gran Canaria. Założony został w 1976 roku przy szkole Calvo Sotelo pod nazwą Club Voleibol Calvo Sotelo. W 2008 roku zakończył swoją działalność, a następnie został reaktywowany w 2020 roku. W swojej historii dziewięciokrotnie został mistrzem Hiszpanii i ośmiokrotnie zdobył Puchar Króla.
Club Voleibol Calvo Sotelo przez wiele sezonów grał w hiszpańskiej Superlidze, występując ze względów sponsorskich pod różnymi nazwami: Guaguas Las Palmas, Constructora Atántica Canaria, CV Gran Canaria, Pepsi Gran Canaria i Jusan Canarias.

## Występy w Superlidze
| Sezon     | Nazwa zespołu                                       | Miejsce     |
| --------- | --------------------------------------------------- | ----------- |
| 1985/1986 | Lucky Calvo Sotelo                                  | 6. miejsce  |
| 1986/1987 | CV Calvo Sotelo                                     | 3. miejsce  |
| 1987/1988 | CV Constructora Atlántica Canaria                   | 2. miejsce  |
| 1988/1989 | CV Constructora Atlántica Canaria                   | 2. miejsce  |
| 1989/1990 | CV Constructora Atlántica Canaria                   | 1. miejsce  |
| 1990/1991 | CV Constructora Atlántica Canaria / CV Gran Canaria | 1. miejsce  |
| 1991/1992 | CV Gran Canaria                                     | 1. miejsce  |
| 1992/1993 | CV Gran Canaria                                     | 1. miejsce  |
| 1993/1994 | CV Gran Canaria                                     | 1. miejsce  |
| 1994/1995 | CS Pepsi Gran Canaria                               | 2. miejsce  |
| 1995/1996 | CS Gran Canaria                                     | 2. miejsce  |
| 1996/1997 | CV Gran Canaria Arehucas                            | 3. miejsce  |
| 1997/1998 | CV Guaguas Las Palmas                               | 2. miejsce  |
| 1998/1999 | CV Guaguas Las Palmas                               | 2. miejsce  |
| 1999/2000 | Guaguas Municipales IdecNet Las Palmas              | 6. miejsce  |
| 2000/2001 | CS Gran Canaria                                     | 3. miejsce  |
| 2001/2002 | CV Guaguas Las Palmas                               | 2. miejsce  |
| 2002/2003 | CS Gran Canaria                                     | 8. miejsce  |
| 2003/2004 | Jusán Canarias Las Palmas                           | 10. miejsce |
| 2004/2005 | Jusán Canarias Las Palmas                           | 5. miejsce  |
| 2005/2006 | Jusán Canarias Las Palmas                           | 3. miejsce  |
| 2006/2007 | Jusán Canarias Las Palmas                           | 8. miejsce  |
| 2007/2008 | Jusán Canarias Las Palmas                           | 12. miejsce |
| 2008/2009 | Jusán Canarias Las Palmas                           | 12. miejsce |
| 2020/2021 | CV Guaguas Las Palmas                               | 1. miejsce  |
| 2021/2022 | CV Guaguas Las Palmas                               | 3. miejsce  |
| 2022/2023 | CV Guaguas Las Palmas                               | 1. miejsce  |
| 2023/2024 | CV Guaguas Las Palmas                               | 1. miejsce  |
| 2024/2025 | CV Guaguas Las Palmas                               | 1. miejsce  |

## Europejskie puchary[1]
| Sezon     | Europejskie puchary              | Osiągnięcie    |
| --------- | -------------------------------- | -------------- |
| 1987/1988 | Puchar CEV                       | ?              |
| 1988/1989 | Puchar Europy Zdobywców Pucharów | 1/8 finału     |
| 1989/1990 | Puchar Europy Zdobywców Pucharów | runda wstępna  |
| 1990/1991 | Puchar Europy Mistrzów Klubowych | III runda      |
| 1991/1992 | Puchar Europy Mistrzów Klubowych | III runda      |
| 1992/1993 | Puchar Europy Mistrzów Klubowych | faza grupowa   |
| 1993/1994 | Puchar Europy Mistrzów Klubowych | III runda      |
| 1994/1995 | Puchar Europy Mistrzów Klubowych | 1/8 finału     |
| 1995/1996 | Puchar CEV                       | faza główna    |
| 1996/1997 | Puchar Europy Zdobywców Pucharów | faza grupowa   |
| 1997/1998 | Puchar Europy Zdobywców Pucharów | 4. miejsce     |
| 1998/1999 | Puchar CEV                       | faza główna    |
| 1999/2000 | Puchar CEV                       | faza główna    |
| 2001/2002 | Puchar CEV                       | 1/8 finału     |
| 2002/2003 | Puchar CEV                       | 1/8 finału     |
| 2006/2007 | Puchar CEV                       | 1/8 finału     |
| 2020/2021 | Puchar CEV                       | ćwierćfinał    |
| 2021/2022 | Liga Mistrzów – kwalifikacje     | 1. runda       |
| 2021/2022 | Puchar CEV                       | ćwierćfinał    |
| 2022/2023 | Puchar Challenge                 | 1/32 finału    |
| 2023/2024 | Liga Mistrzów                    | ćwierćfinał    |
| 2024/2025 | Liga Mistrzów – kwalifikacje     | 2. runda       |
| 2024/2025 | Puchar CEV                       | runda play-off |

## Sukcesy
Puchar Hiszpanii (Puchar Króla Hiszpanii):
- 1. miejsce (8x): 1989, 1991, 1992, 1993, 1996, 1997, 2021, 2024[2], 2025[3]

 Mistrzostwa Hiszpanii:
- 1. miejsce (9x): 1990, 1991, 1992, 1993, 1994, 2021, 2023[4], 2024[5], 2025[6]
- 2. miejsce (5x): 1995, 1996, 1998, 1999, 2002
- 3. miejsce (5x): 1987, 1997, 2001, 2006, 2022[7]

 Superpuchar Hiszpanii:
- 1. miejsce (4x): 1996, 2021, 2023, 2024[8]

## Polacy w klubie
| Lata gry            | Imię i nazwisko     |
| ------------------- | ------------------- |
| 1989-1991 1994-1995 | Ireneusz Kłos       |
| 1989-1995           | Wacław Golec        |
| 1990-1991           | Włodzimierz Nalazek |

## Kadra

### Sezon 2023/2024[9]
| Nr | Imię i nazwisko                     | Data ur. | Wzrost | Pozycja      |
| -- | ----------------------------------- | -------- | ------ | ------------ |
| 1  | Nicolás Bruno                       | 1989     | 188    | przyjmujący  |
| 2  | Ezequiel Pérez Figueroa             | 2006     | 173    | libero       |
| 3  | Graham Vigrass                      | 1989     | 203    | środkowy     |
| 5  | Carlos Manuel De Carvalho Furtado   | 1995     | 202    | środkowy     |
| 6  | Francisco Wallysson Souza           | 1990     | 195    | atakujący    |
| 7  | Miguel Ángel de Amo                 | 1985     | 185    | rozgrywający |
| 8  | Unai Larrañaga Ledo                 | 2000     | 185    | libero       |
| 10 | Jorge Almansa                       | 1991     | 195    | przyjmujący  |
| 11 | Juan Pablo Moreno                   | 1997     | 195    | atakujący    |
| 12 | Jean Pascal Diedhiou Diatta         | 1993     | 210    | środkowy     |
| 13 | Pablo Zonca                         | 1997     | 197    | przyjmujący  |
| 14 | Maximiliano Cavanna (do 19.11.2023) | 1988     | 184    | rozgrywający |
| 14 | Juan Ignacio Finoli (od 05.12.2023) | 1991     | 189    | rozgrywający |
| 18 | Martín Ramos                        | 1991     | 198    | środkowy     |
| 22 | Hugo López Carretero                | 2004     | 200    | przyjmujący  |